# Ali Kafi
Ali Kafi (in arabo علي حسين كافي ‎?) (El Harrouch, 7 ottobre 1928 – Ginevra, 16 aprile 2013) è stato un politico e militare algerino.
È stato presidente dell'Algeria dal 2 luglio 1992 al 31 gennaio 1994.